# Salem (Oregon)
Salem é a capital do estado norte-americano do Oregon e sede do condado de Marion. Uma pequena parte do seu território está localizada no condado de Polk. Foi fundada em 1842.

## Geografia
De acordo com o United States Census Bureau, a cidade tem uma área de 127,5 km², dos quais 126,1 km² estão cobertos por terra e 1,4 km² por água.

## Demografia
Segundo o censo nacional de 2020, possui uma população de 175 mil habitantes e uma densidade populacional de 1 212,7 hab/km². É a terceira cidade mais populosa do Oregon. Possui 61 276 residências que resulta em uma densidade de 493,9 residências/km².

## Cidades-irmãs
Salem possui quatro cidades-irmãs:
- Salem, Índia
- Kawagoe, Japão
- Växjö, Suécia
- Simferopol, Ucrânia

## Marcos históricos
A relação a seguir lista as 72 entradas do Registro Nacional de Lugares Históricos em Salem. O primeiro marco foi designado em 23 de abril de 1973 e o mais recente em 4 de março de 2020.
- Adolph Block
- Alexander Daue House
- Andrew T. Gilbert House
- Asahel Bush House
- Benjamin F. Harding House
- Boon Brick Store
- Burggraf-Burt-Webster House
- Bush and Brey Block and Annex
- Bush-Breyman Block
- C. C. Stratton House
- Capitólio estadual do Oregon
- Carl E. Nelson House
- Chemawa Indian School Site
- Chemeketa Lodge No. 1 Odd Fellows Buildings
- Christopher Paulus Building
- Court Street-Chemeketa Street Historic District
- Curtis Cross House
- Daniel B. Jarman House and Garden
- David McCully House
- Delaney-Edwards House
- Dr. and Mrs. Charles G. Robertson House and Garden
- Dr. Luke A. Port House
- Dr. William A. Cusick House
- Edgar T. Pierce House
- Edward W. St. Pierre House
- Elsinore Theater
- Farrar Building
- First Methodist Episcopal Church of Salem
- Frederick S. Lamport House
- Gaiety Hill-Bush's Pasture Park Historic District
- Gaiety Hollow
- Gaiety Hollow
- George Collins House
- Harrison Brunk House
- Henry Fawk House
- J. K. Gill Building
- Jason Lee House
- Jesse and Julia Harritt House
- John and Douglas Minto Houses
- John D. Boon House
- John Phillips House
- Jones-Sherman House
- Lee Mission Cemetery
- Marion County Housing Committee Demonstration House
- Methodist Mission Parsonage
- Odd Fellows Rural Cemetery
- Old First National Bank Building
- Old Garfield School
- Oregon State Fair Stadium and Poultry Building Ensemble
- Oregon State Forester's Office Building
- Oregon State Hospital Historic District
- Pleasant Grove Presbyterian Church
- Port-Manning House
- R. C. Geer Farmhouse
- R. P. Boise Building
- Reed Opera House and McCornack Block Addition
- Robert Witzel House
- S. A. Manning Building
- Salem Downtown State Street-Commercial Street Historic District
- Salem Southern Pacific Railroad Station
- Samuel Adolph House
- Smith-Ohmart House
- South First National Bank Block
- Starkey-McCully Block
- Supreme Court and Library Building
- T. A. Livesley House
- Thomas Kay Woolen Mill
- U. G. Shipley House and Garden
- Union Street Railroad Bridge and Trestle
- Waller Hall, Willamette University
- West Salem City Hall, Old
- William Lincoln Wade House